# 서민이
서민이는 대한민국의 성우이다. 1992년 KBS에 입사했으며, 현재는 KBS 23기이다. 한국방송 성우극회 소속.

## 주요 출연작품

### 애니메이션
- 우주용사 씽씽캅 (KBS) - 똘똘이 2
- 무지개 요정 큐티하니 (SBS)

### 인터넷
- 그 해 여름 (옛날방송국) - 이웃여자

### 애니메이션 영화
- 붕가부 (KBS) - 소고

### 영화
- 투 (KBS)
- 추락한 백만장자 (KBS)
- 연지구 (KBS)
- 스피드 (KBS) - 바텐더(샌디 마틴) / 버스 승객(메이루 임) / 도시 사람(제인 크라울리) / 방송 아나운서(안토니오 모라)